# L'Abergement-de-Varey

L'Abergement-de-Varey este o comună în departamentul Ain din estul Franței.